# Górnik Łęczna
El Górnik Łęczna es un club de fútbol de la ciudad de Łęczna, en Polonia, fundado en 1979. Actualmente milita en la I Liga de Polonia, la segunda categoría del fútbol polaco. Dispone igualmente de una sección de fútbol femenino que compite en la Ekstraliga, máxima división del fútbol femenino en Polonia.

## Historia
El Górnik Łęczna fue fundado en el año 1979 en la ciudad de Łęczna como un club multideportivo, aunque su sección más conocida es la de fútbol, además de contar con secciones en fútbol femenil y lucha.
Estuvo en la Ekstraklasa entre 2003 y 2007, pero fue descendido a la II Liga (tercera división) debido al escándalo de arreglo de partidos. Desde el 2008 su sección de fútbol funciona como un grupo separado de la organización, tanto así que el febrero del 2011 cambiaron su nombre por el de GKS Bogdanka por razones de patrocinio, pero como resultado del cambio, un grupo de aficionados enfurecidos decidió crear al club amateur GKS Górnik 1979 Łęczna.
El 23 de julio del 2013 la junta directiva del club decidió que el club retornaría a su nombre anterior. Tres años después, en 2016, también se aprobó el traslado del club al Arena Lublin de la capital del voivodato, pues el antiguo Estadio Górnik Łęczna no cumplía el aforo suficiente para acoger los partidos oficiales.

## Jugadores

### Jugadores destacados
| - Andrzej Bledzewski - Grzegorz Bronowicki - Tomasz Brzyski - Adrian Budka - Przemysław Kaźmierczak - Cezary Kucharski - Tomasz Lisowski - Łukasz Madej - Przemysław Tytoń - Tomasz Zahorski - Paweł Magdoń - Jakub Wierzchowski | - Sylwester Czereszewski - Jarosław Góra - Rafał Kaczmarczyk - Tomasz Nowak - Mariusz Pawelec - Tomasz Sokołowski - Grzegorz Wędzyński - Daniel Bozhkov - Fiodor Černych - Préjuce Nakoulma - Aleksandar Bajevski |